# 雪中獵人
《雪中獵人》（荷蘭語：Jagers in de Sneeuw）是文藝復興時期老彼得·勃鲁盖尔的16世紀油畫作品，是12幅系列畫作其中一幅。

## 含義
《雪中獵人》可能是老彼得·布勒哲爾（也可能是他的贊助人）試圖描繪理想中的鄉村生活。
藝術史學家馬丁·坎普指出，古代畫家流行創作聖誕節賀卡，並指出“可能沒有哪一個世俗主題比...雪中獵人更受歡迎“。